# Tomatares citrinus
Tomatares citrinus är en insektsart som först beskrevs av Hagen 1853.  Tomatares citrinus ingår i släktet Tomatares och familjen myrlejonsländor. Inga underarter finns listade i Catalogue of Life.